# Connally-Vorbehalt

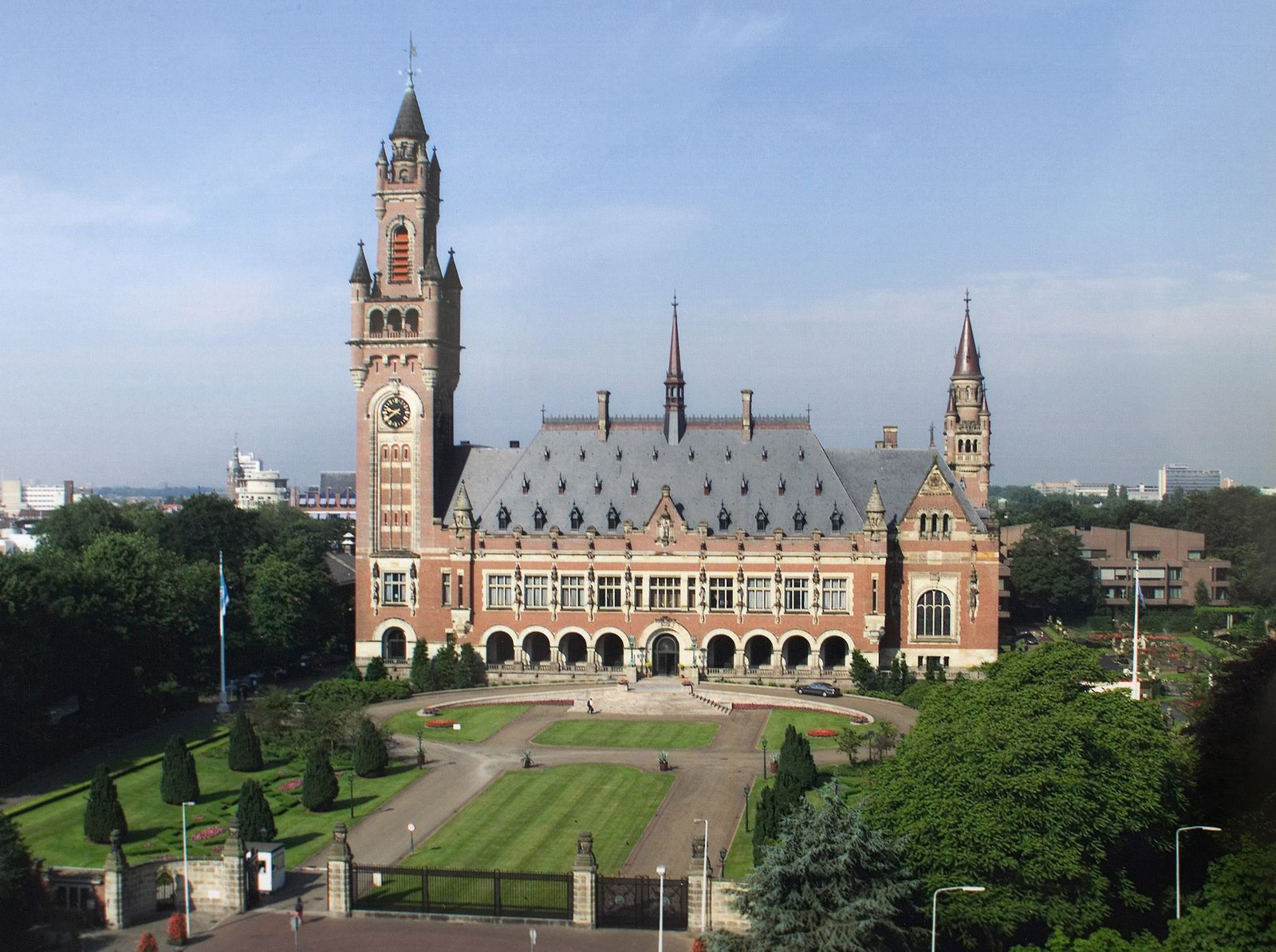
Der Sitz des Internationalen Gerichtshofs in Den Haag

Als Connally-Vorbehalt, im Englischen Connally Amendment oder Connally Reservation, wird ein Teil der von 1946 bis 1986 gültigen Unterwerfungserklärung bezeichnet, mit der die Vereinigten Staaten während dieser Zeit die Gerichtsbarkeit des Internationalen Gerichtshofs als obligatorisch anerkannten. Dieser nach dem Senator Tom Connally benannte Abschnitt war Teil der Vorbehalte, die in dieser Erklärung enthalten waren. Im Connally-Vorbehalt war festgelegt, dass die Anerkennung der Gerichtsbarkeit des IGH durch die USA nicht gelten sollte für Angelegenheiten, die nach Auffassung der Vereinigten Staaten der Zuständigkeit ihrer nationalen Gerichte unterliegen würden.

## Geschichte

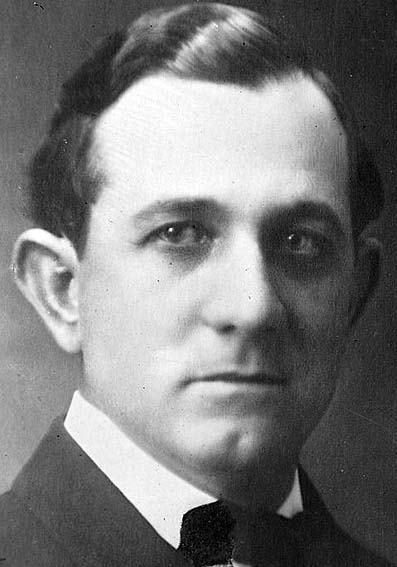
Tom Connally, Namensgeber des Connally-Vorbehalts

Tom Connally, zur damaligen Zeit Vorsitzender des Senatsausschusses für auswärtige Angelegenheiten, hatte eine entsprechende Ergänzung (Amendment) zur Beschlussvorlage des US-Senats über die Unterwerfungserklärung vorgeschlagen, mit welcher der damalige US-Präsident Harry S. Truman im Auftrag der Regierung der Vereinigten Staaten am 14. August 1946 die Gerichtsbarkeit des Internationalen Gerichtshofs (IGH) als obligatorisch anerkannte. Die im Connally-Vorbehalt formulierte Einschränkung stand dabei in Widerspruch zum Statut des IGH, in welchem in Artikel 36 die Befugnis, in Fragen der Gerichtsbarkeit zu entscheiden, dem Gerichtshof übertragen worden war. Darüber hinaus konnten andere Staaten in Verfahren, in denen die Vereinigten Staaten Partei waren, nach dem Prinzip der Reziprozität diese Klausel für sich ebenfalls in Anspruch nehmen und sich damit dem Verfahren entziehen. Dies wurde von Bulgarien im Fall Aerial Incident of 27 July 1955 (United States of America v. Bulgaria) genutzt, in welchem die USA daraufhin im Mai 1960 auf die Fortführung des Verfahrens verzichteten. Die Vereinigten Staaten beriefen sich auf den Connally-Vorbehalt im Verfahren Interhandel (Switzerland v. United States) gegen die Schweiz.
Alle nach Harry S. Truman folgenden amerikanischen Präsidenten von Dwight D. Eisenhower bis Jimmy Carter unterstützten ebenso wie nahezu alle Hochschullehrer für Völkerrecht an amerikanischen Universitäten und der spätere amerikanische Richter am IGH Stephen Myron Schwebel Bemühungen zu einer Außerkraftsetzung des Connally-Vorbehalts, die allerdings erfolglos blieben. Die Wirksamkeit des Connally-Vorbehalts endete mit der Rücknahme der Unterwerfungserklärung der Vereinigten Staaten durch eine von George P. Shultz, US-Außenminister in der Regierung von Präsident Ronald Reagan, am 7. Oktober 1985 an den UN-Generalsekretär Javier Pérez de Cuéllar übermittelte Erklärung, die sechs Monate später in Kraft trat. Als Hauptgründe für diese Entscheidung gaben die Vereinigten Staaten unbefriedigende Erfahrungen mit der obligatorischen Gerichtsbarkeit des Internationalen Gerichtshofs sowie den Verlauf des Verfahrens Military and Paramilitary Activities in and against Nicaragua (Nicaragua v. United States of America) zwischen Nicaragua und den USA vor dem IGH an.

## Praktische Relevanz
Gegenwärtig haben fünf andere Staaten – Liberia, Malawi, Mexiko, die Philippinen und der Sudan – in ihre Unterwerfungserklärung eine mit dem Connally-Vorbehalt vergleichbare Einschränkung aufgenommen, Indien und Pakistan nahmen vergleichbare Vorbehalte aus ihren Unterwerfungserklärungen später zurück. Auch die 1967 zurückgenommene Unterwerfungserklärung von Südafrika enthielt einen entsprechenden Passus. Frankreich verzichtete 1959 auf einen entsprechenden Vorbehalt in seiner Unterwerfungserklärung von 1949, zog jedoch 1974 die Unterwerfungserklärung ebenfalls zurück. Zuvor hatte sich Norwegen in dem 1957 entschiedenen Fall Certain Norwegian Loans (France v. Norway) nach dem Reziprozitätsprinzip auf den französischen Vorbehalt berufen.
Die Zulässigkeit des Connally-Vorbehalts, dessen Begründung sich auf das in Artikel 2 Absatz 7 der UN-Charta formulierte Verbot des Eingreifens der Vereinten Nationen und ihrer Organe in die inneren Angelegenheiten eines Staates stützte, und vergleichbarer Einschränkungen ist gemessen an etablierten Prinzipien des Völkerrechts umstritten. Der Internationale Gerichtshof hat bisher allerdings keine Entscheidung oder Stellungnahme zur Rechtmäßigkeit solcher Vorbehalte und zu den möglichen Konsequenzen einer Unwirksamkeit abgegeben. Es hat sich jedoch gezeigt, dass solche Einschränkungen insbesondere aufgrund des Umgangs des IGH mit dem Connally-Vorbehalt in der Interhandel-Entscheidung und wegen der sich aus dem Reziprozitätsprinzip ergebenden Konsequenzen in der Praxis kaum von Bedeutung sind.